# Église Saint-Gilles de Caen
L’église Saint-Gilles de Caen est une ancienne église paroissiale catholique dédiée à Gilles l'Ermite, située dans la ville de Caen. L'église fait l’objet d’une inscription au titre des monuments historiques depuis 1862. Détruite en 1944, seuls des vestiges ont été maintenus sur le site aménagé en jardin public.

## Situation
L'église était située sur les hauteurs de la ville entre la venelle Campion et la rue des Chanoines, à proximité immédiate de l'abbaye aux Dames.

## Histoire
L'église est mentionnée pour la première fois dans un acte daté entre 1066 et 1082. Toutefois, des fouilles menées entre 1986 et 1998 ont démontré que le site est occupé depuis le haut Moyen Âge, des sépultures de la seconde moitié du VIIIe siècle ayant été mises au jour lors des fouilles. Ces derniers ont permis également de dégager les vestiges d'une première église datable de la seconde moitié du Xe siècle ; l'église a donc été fondée à l'époque où la ville de Caen commence à se constituer dans la vallée de l'Orne. L’église est construite à l'écart du tissu urbain sur le plateau surplombant la vallée.
Dans le texte de la seconde partie du XIe siècle, Guillaume le Conquérant et Mathilde de Flandres fondent l'abbaye aux Dames à proximité de l'église. Le duc affecte alors l'église à l'accueil des sépultures des pauvres. La paroisse est intégrée au Bourg-l'Abbesse. La paroisse s'étend sur un vaste territoire allant d'ouest en est des hauteurs du Vaugueux jusqu'au lieu-dit La Rochelle (limite avec Hérouville) et du nord au sud, du hameau de Couvrechef (limite avec Saint-Contest) jusqu'aux prairies Saint-Gilles ; mais la partie urbaine représente une très faible part de cet ensemble, ce qui en fait, en nombre d'habitants, l'une des plus petites de la ville. Elle faisait partie du doyenné de Caen, dans le diocèse de Bayeux. Du XIIIe au XVIIIe siècle, le site abrite une fonderie de cloches.
Dans les années 1780, le cimetière Saint-Gilles est jugé trop exigu, mais ce n'est qu'en 1830 qu'un terrain jouxtant le cimetière Saint-Pierre est acheté. Le nouveau cimetière Saint-Gilles est bénit en 1831.
Bien que l'édifice soit classé au titre des monuments historiques en 1862, le chœur du XVe siècle est détruit l'année suivante afin de faciliter la circulation au débouché de la rue des Chanoines. En 1864, elle perd son statut d’église paroissiale au profit de l'ancienne abbatiale de la Trinité.
Pendant la bataille de Caen, l’église est presque totalement détruite pendant les bombardements aériens. Pendant la reconstruction, les vestiges sont sécurisés et le site est aménagé en jardin public. Le transfert des dommages de guerre de l’église Saint-Gilles permet de construire l’église Saint-Paul au nord de la ville.

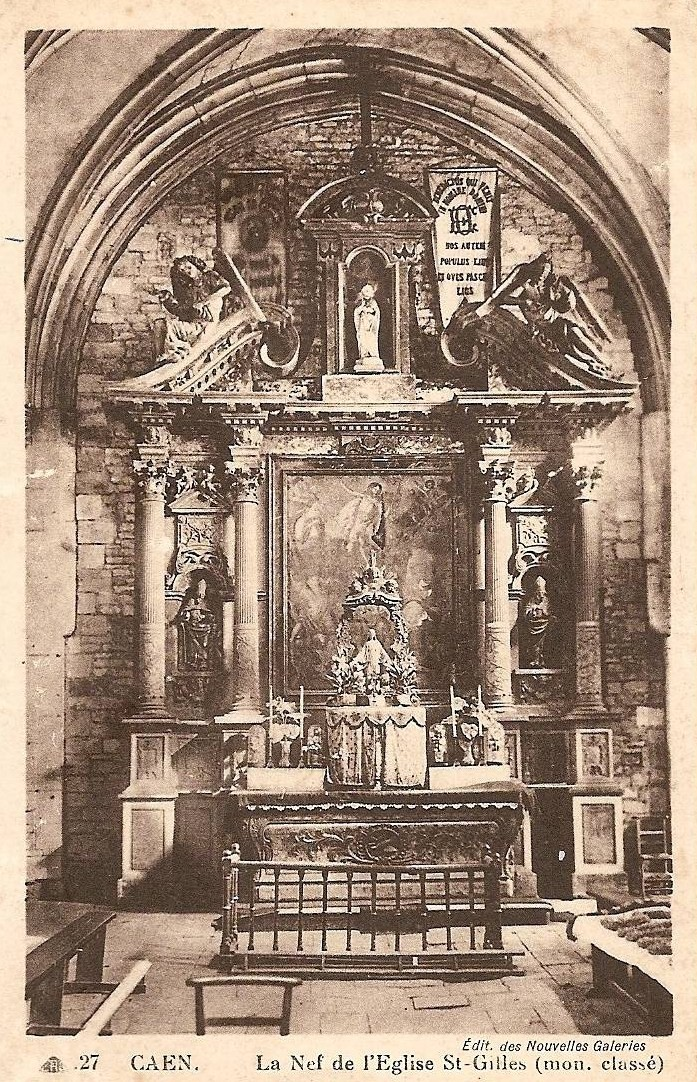
Autel
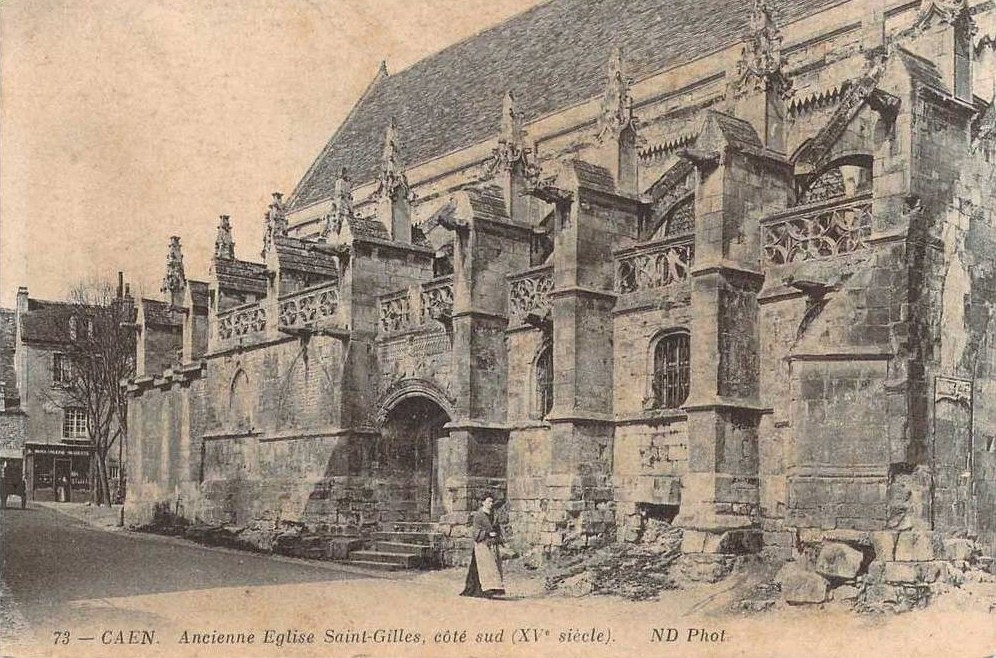
Extérieur
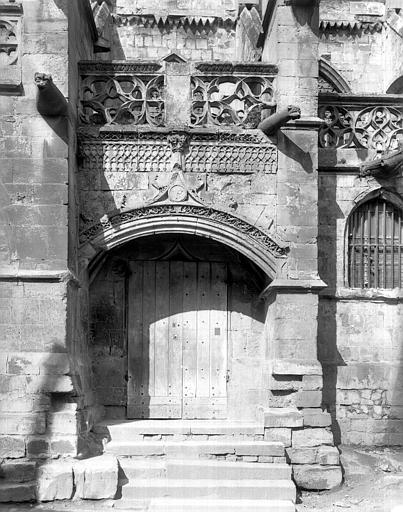
Portail du XVIe siècle
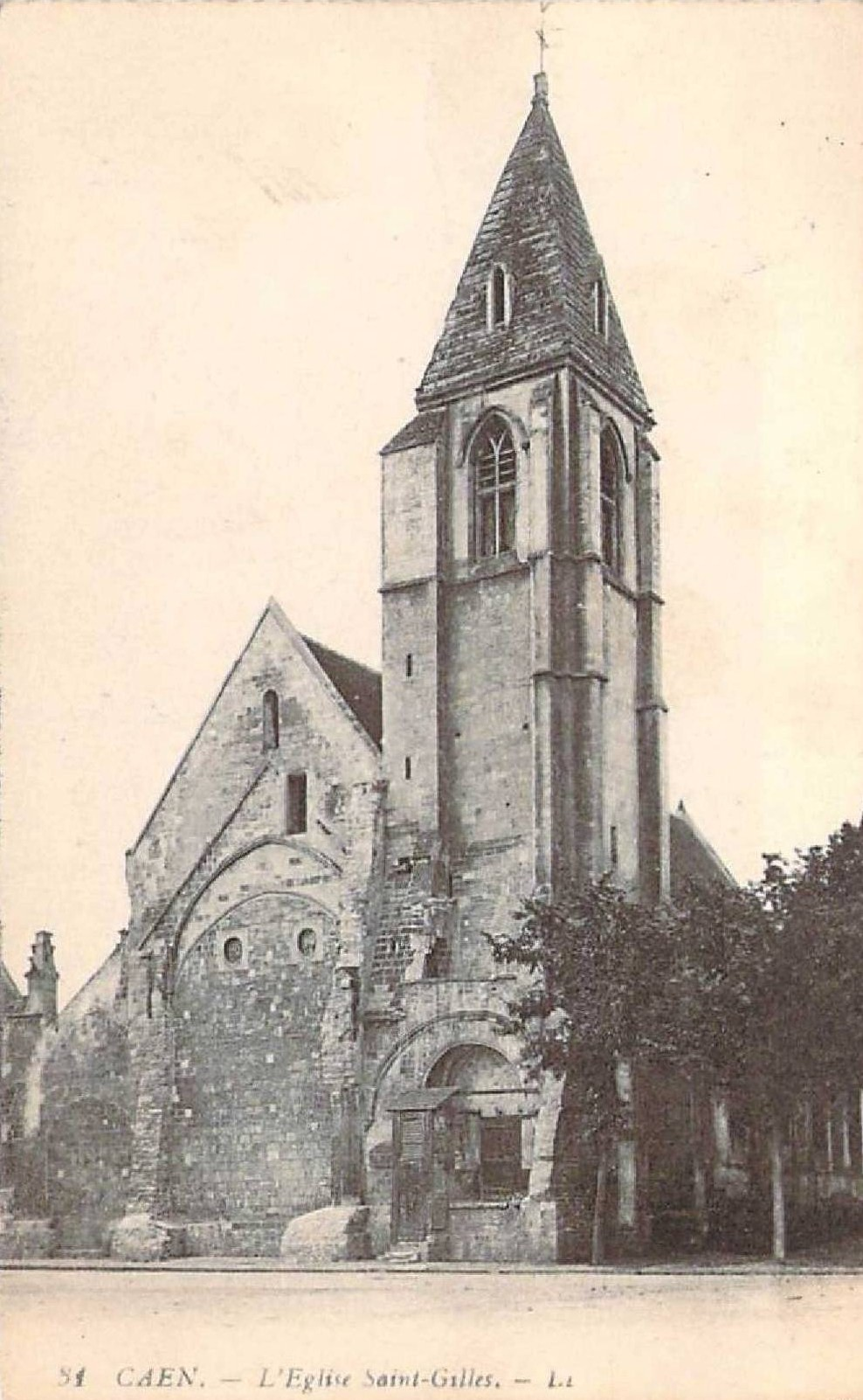
Clocher

## Architecture
La partie la plus ancienne de l'édifice était la nef. De style roman, elle était selon Arcisse de Caumont de la seconde moitié du XIIe siècle. Les arcades étaient en plein cintre et reposaient sur des pilastres avec des colonnettes groupées. Le chœur, détruit au milieu du XIXe siècle, avait été reconstruit au XVe siècle à la suite de la guerre de Cent Ans. Les voûtes des bas-côtés étaient de la fin du XVe siècle ou du début du XVIe siècle. À l'extérieur, les contreforts surmontés de pinacles, ainsi que les rampes couronnant les murs des collatéraux étaient de la même période. Le portail occidental aurait été construit au XVIe siècle par Blaise Lepestre (architecte qui aurait également travaillé sur l'hôtel d'Escoville). Le portail nord était plus récent. Au moment de sa destruction, l'église comptait huit travées.

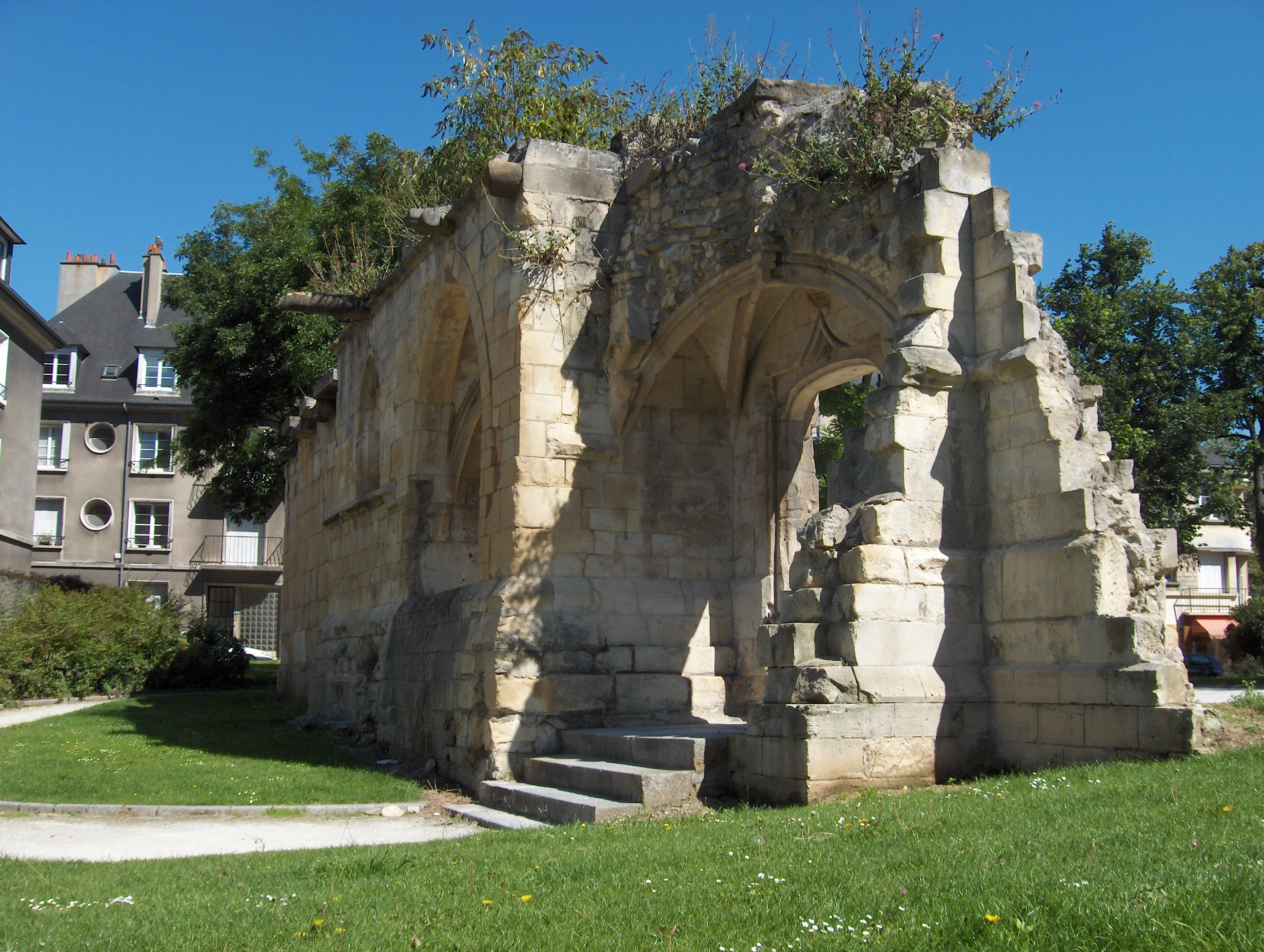
Extérieur
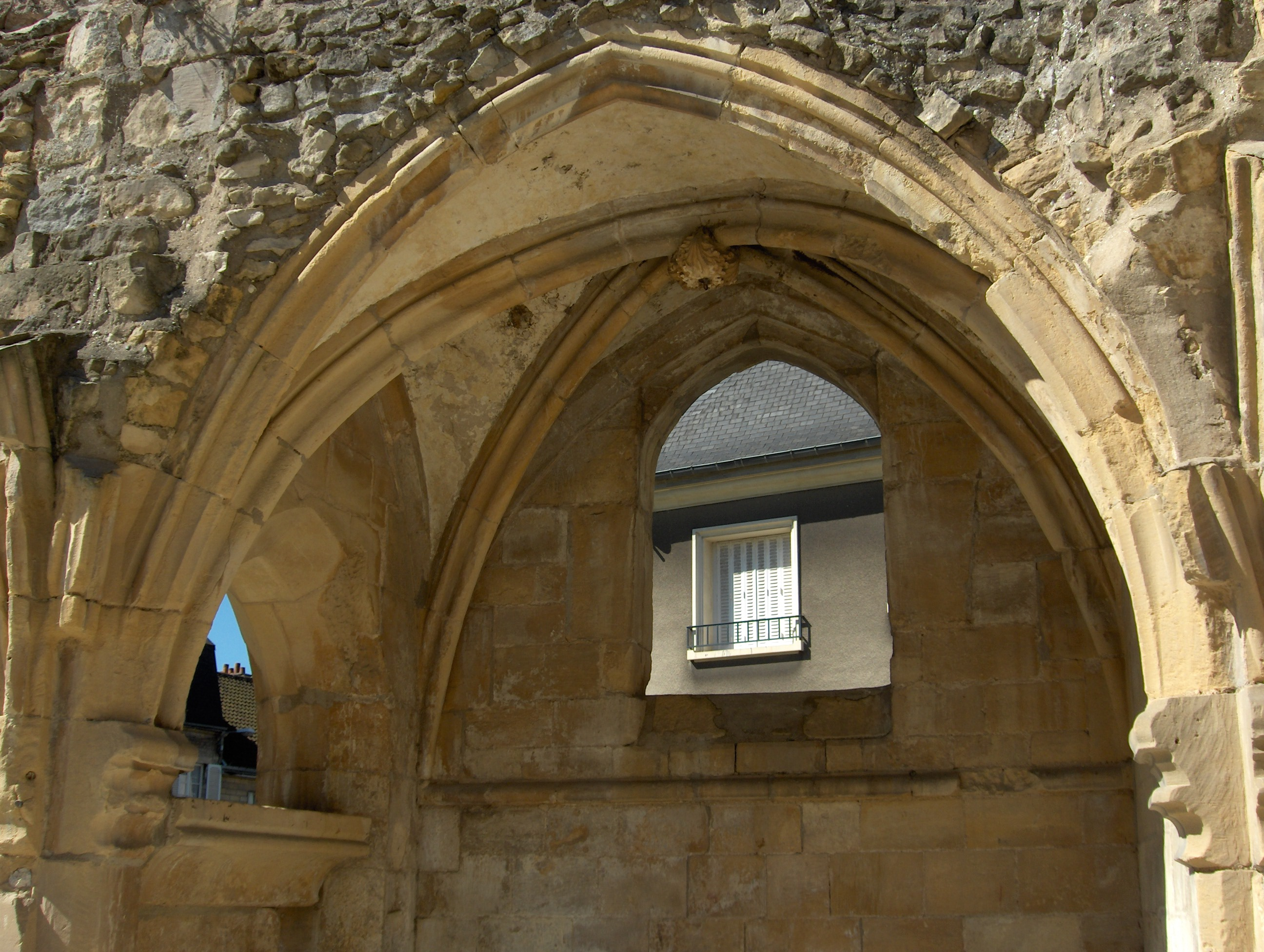
Chapelle gothique
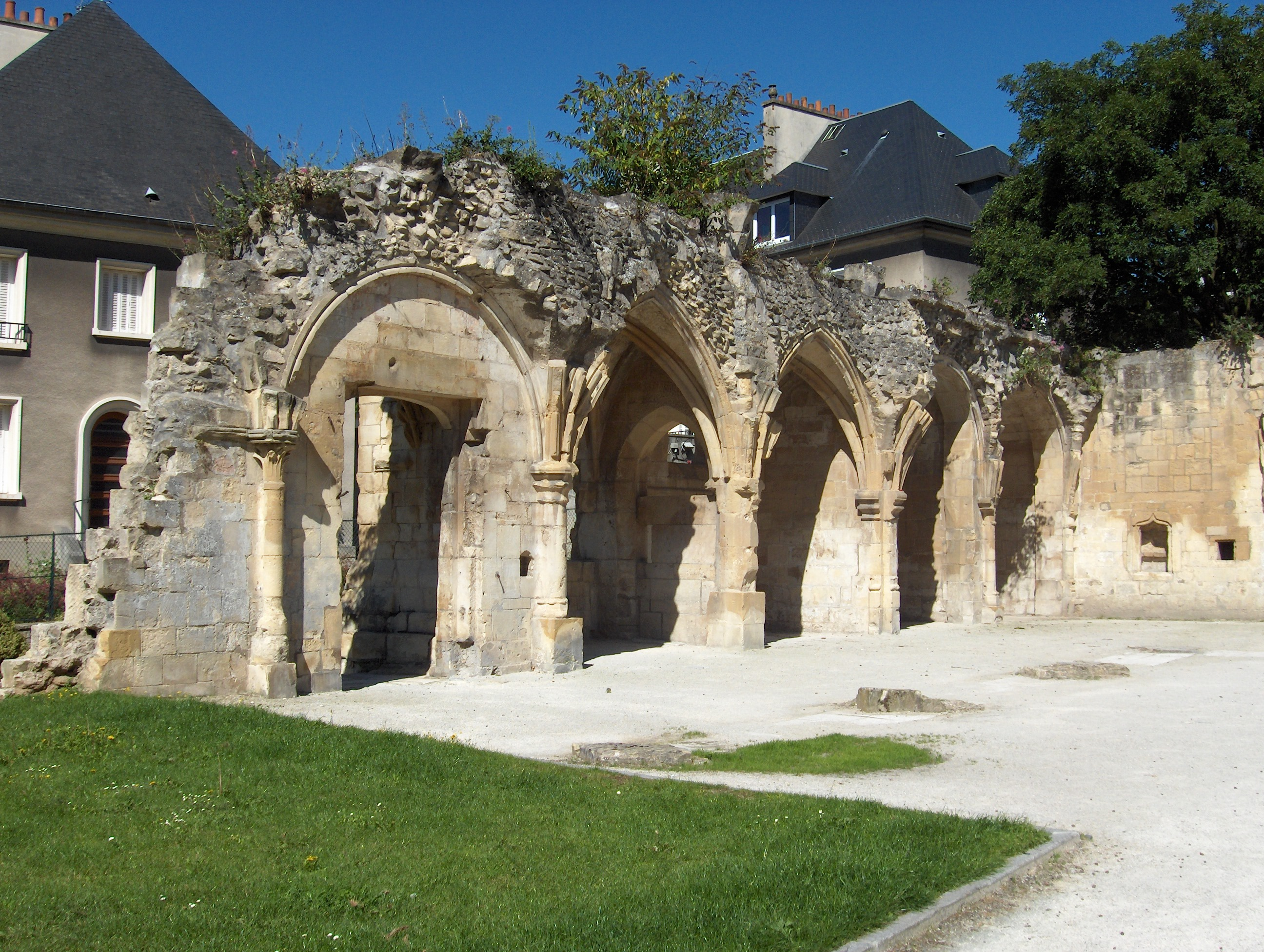
Intérieur